# Blau-Weiß Brühl
Blau-Weiß Brühl (vollständig Fußballclub Blau-Weiß Brühl 1949 e. V.) war ein Fußballverein aus der rheinischen Stadt Brühl. Die erste Fußballmannschaft nahm 2001 am DFB-Pokal teil.

## Geschichte
Der Fußballverein wurde 1949 gegründet und spielte über viele Jahrzehnte lediglich auf Kreisebene. 2000 gelang erstmals der Aufstieg in die Bezirksliga, gefolgt von einem Durchmarsch in die Landesliga Mittelrhein. Bereits 2001 erreichte Blau-Weiß Brühl unter Trainer Nissim Beniesch außerdem das Endspiel um den Mittelrheinpokal und bezwang dabei unter anderem die Amateure von Bayer 04 Leverkusen. Das Finale am 24. Mai 2001 wurde mit 3:2 gegen Borussia Freialdenhoven gewonnen. Damit qualifizierte sich die Mannschaft als erster Siebtligist für den DFB-Pokal 2001/02. Dort traf Blau-Weiß Brühl, aufgrund des vorherigen Aufstiegs mittlerweile als Sechstligist, auf den Bundesligisten 1. FC Kaiserslautern und unterlag den Pfälzern vor rund 6000 Zuschauern nach einer 1:0-Führung mit 1:4.
In der Meisterschaft schaffte Blau-Weiß Brühl daraufhin erneut den Aufstieg in die Verbandsliga Mittelrhein. Dort gelang der Mannschaft in der Saison 2002/03 jedoch gerade einmal der knappe Klassenerhalt, bevor ein Jahr später als abgeschlagener Tabellenletzter der Abstieg in die Landesliga folgte. Dort verhinderte die Fusion von TuRa Hennef mit dem FC Geistingen zum FC Hennef 05, dass die Brühler in die Bezirksliga durchgereicht worden wären. Der Abstieg in diese erfolgte schließlich aus sportlichen Gründen 2006. Mit dem Ausbleiben sportlicher Erfolge und dem weiteren Abstieg in die Kreisliga A sowie 2008 in die Kreisliga B, verlor Blau-Weiß Brühl zudem wichtige Spieler und Funktionäre.
In der Saison 2008/09 wurde die Mannschaft noch in der laufenden Saison vom Spielbetrieb zurückgezogen und der Verein schließlich aufgelöst. Begünstigt wurde diese Entwicklung vom gleichzeitigen Erfolg des Lokalrivalen SC Brühl 06/45, der 2008 den Aufstieg in die fünftklassige Mittelrheinliga geschafft hatte.

## Erfolge
- Mittelrheinpokalsieger 2001

## Persönlichkeiten
- Fuat Kılıç
- Wolodymyr Ljutyj
- Mohamed Azima[1]